# Дуб Чемпіон
Дуб звича́йний (Дуб Чемпіо́н) — ботанічна пам'ятка природи місцевого значення в Україні. Зростає в селі Стужиця, що у Великоберезнянському районі Закарпатської області.
Площа 0,01 га. Статус даний згідно з рішенням облвиконкому від 18.11.1969 року № 414, рішенням облвиконкому від 23.10.1984 року № 253 (увійшла до складу Ужанського НПП Указ Президента від 27.09.1999 року № 1230). Перебуває у віданні: Стужицька сільська рада.
Один з найстаріших дубів України (1300 років). Розміри: довжина кола перерізу стовбура — 9,6 м, діаметр — 3,0 м, висота — 30 м. Станом на 2015 рік дерево має певні пошкодження стовбура, потребує негайного лікування та належного догляду.
У 2010 році Дуб Чемпіон став призером Всеукраїнського конкурсу «Національне дерево України», посівши 3 місце в номінації «Найстаріше дерево України». Свідоцтво видано Великоберезнянській районній раді.